# Józef Paczoski

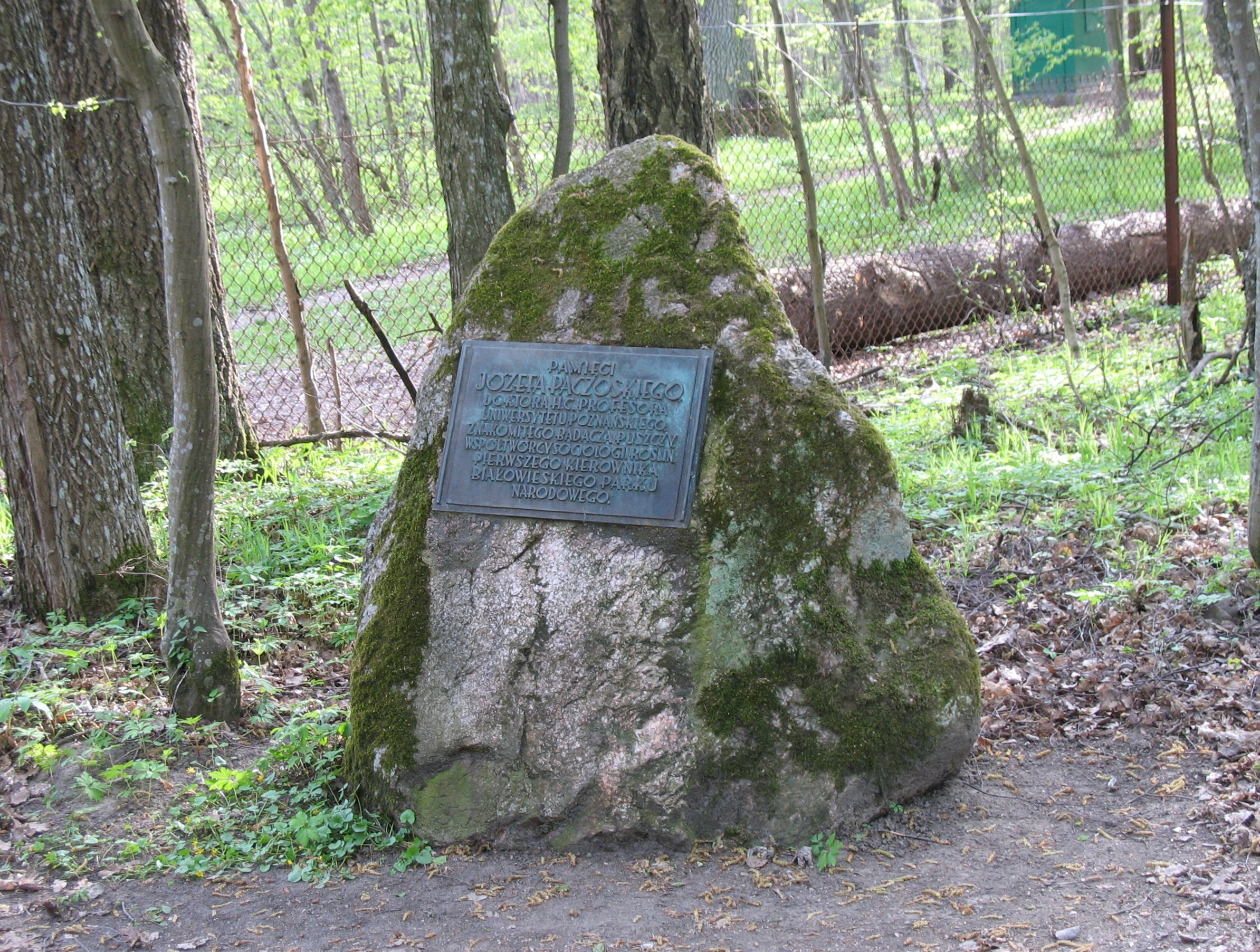
Tablica poświęcona pamięci Józefa Paczoskiego umieszczona w Białowieskim Parku Narodowym

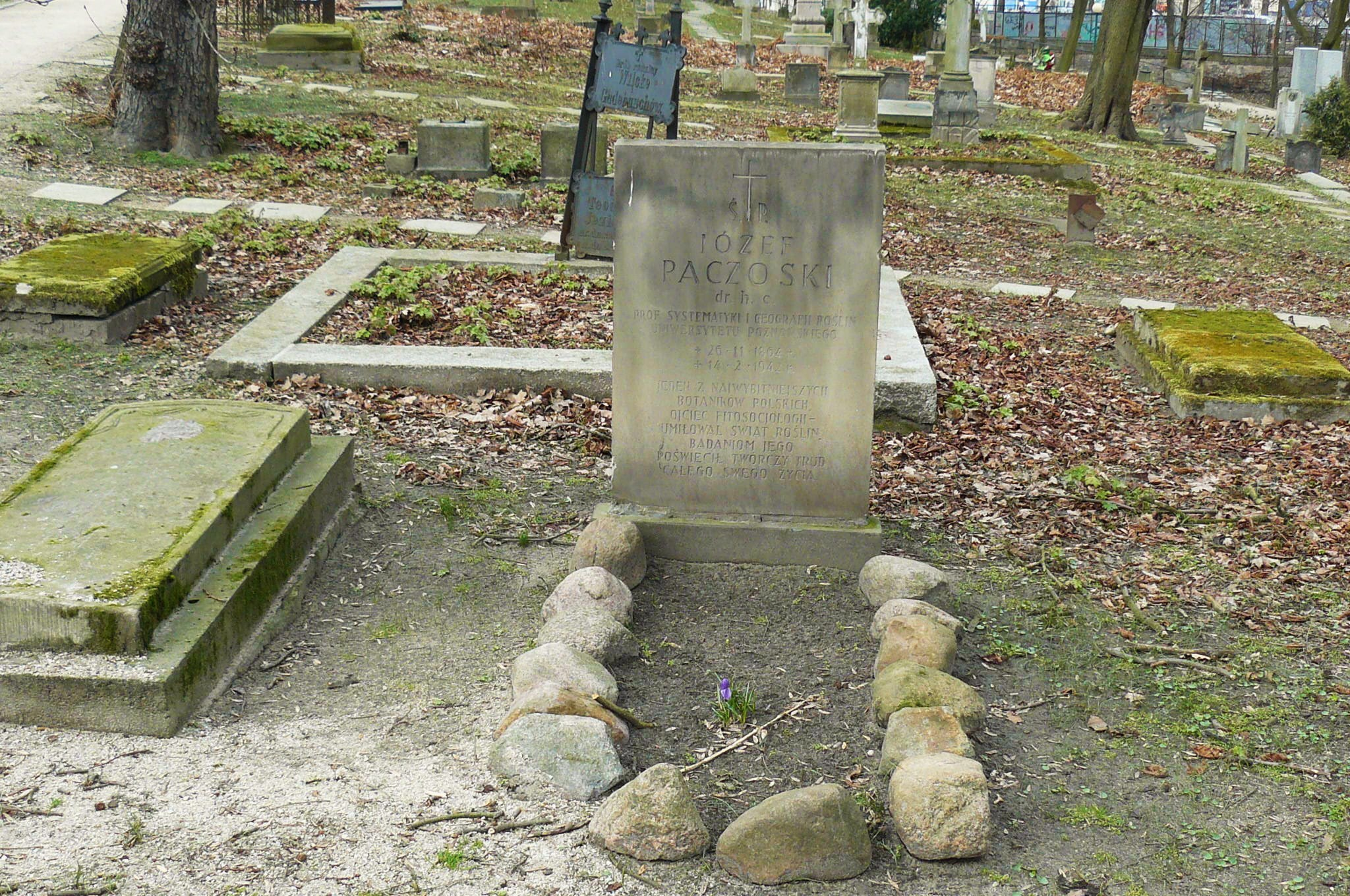
Cmentarz Zasłużonych Wielkopolan w Poznaniu – grób J. Paczoskiego

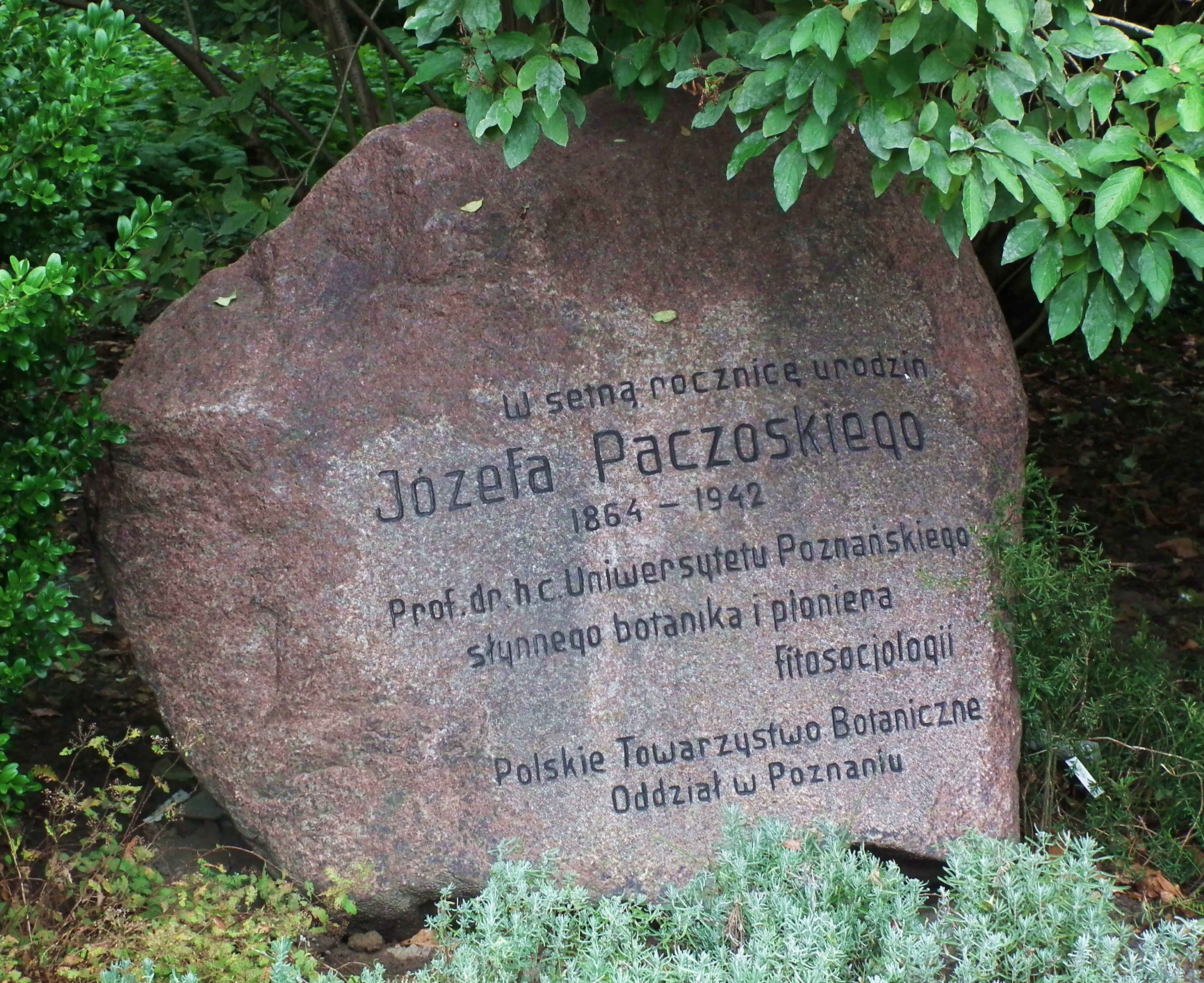
Kamień w poznańskim Ogrodzie Botanicznym (1964, setna rocznica urodzin)

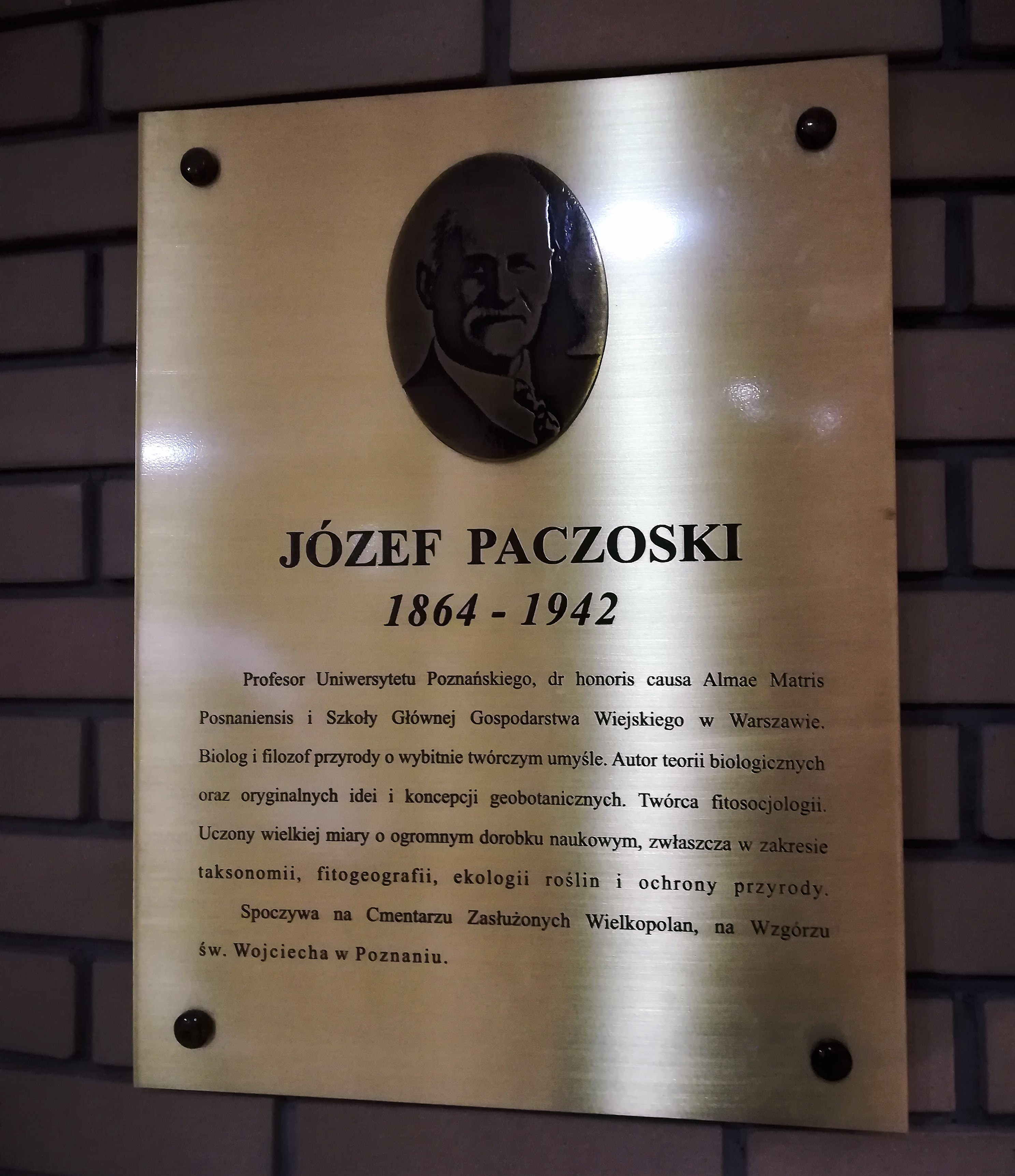
Tablica pamiątkowa w Collegium Biologicum w Poznaniu

Józef Konrad Paczoski herbu Jastrzębiec (ur. 8 grudnia 1864 w Białogródce na Wołyniu, zm. 14 lutego 1942 w Sierosławiu pod Poznaniem) – polski botanik, badacz flory Puszczy Białowieskiej i półwyspu Bałkańskiego, twórca teorii pantopizmu i podstaw fitosocjologii, profesor Uniwersytetu Poznańskiego, od 1932 członek korespondent Polskiej Akademii Umiejętności; od 1899 współpracownik Komisji Fizjograficznej PAU.

## Życiorys
Od 1877 r. studiował botanikę na Uniwersytecie Jagiellońskim i Uniwersytecie Kijowskim pod kierunkiem Iwana Fiodorowicza Schmalhausena. Po zakończonych studiach został krótko asystentem Akademii Rolniczej w Dublanach koło Lwowa, a następnie założył pierwszy na świecie Instytut Socjologii Roślin na Uniwersytecie Poznańskim. Jest uważany za twórcę pojęcia fitosocjologia. W listopadzie 1923 roku został kierownikiem naukowym rezerwatów w Puszczy Białowieskiej, stanowiących zalążek przyszłego Białowieskiego Parku Narodowego. Prowadził szeroko zakrojone badania nad lokalną roślinnością. Ich wyniki zawarł w pracy Lasy Białowieży, opublikowanym w 1930 roku. Jest autorem pierwszego zielnika roślin naczyniowych Puszczy Białowieskiej oraz współtwórcą muzeum puszczańskiego. Ponadto podejmował starania, aby nadać rezerwatowi na drodze prawnej rangę samodzielnego ośrodka naukowego. W roku 1925 został profesorem zwyczajnym systematyki i socjologii roślin Uniwersytetu Poznańskiego. W roku 1928 został zwolniony ze stanowiska nadleśniczego Rezerwatu, a w 1931 roku z przyczyn politycznych utracił kierownictwo prowadzonej przez siebie katedry uniwersyteckiej.
Zmarł na zawał serca, po otrzymaniu wiadomości o pobiciu wnuka przez Gestapo. Pochowano go na cmentarzu Zasłużonych Wielkopolan w Poznaniu.
Jego nazwiskiem obdarzono szereg gatunków roślinnych, w tym między innymi:
- Allium paczoskianum
- Centaurea paczoskyi
- Hieracium paczoskianum
- Jurinea paczoskiana
- Pyrethrum paczoskii
- Tanacetum paczoskii
- Carex paczoskii
- Lamium paczoskianum
- Chamaecytisus paczoskii (Krecz.)
- Cytisus paczoskii
- Onobrychis paczoskiana
- Gagea paczoskii (Zapal.)
- Corydalis paczoskii
- Papaver paczoskii
- Pistolochia paczoskii
- Veronica paczoskiana

## Publikacje
- Paczoski J. 1927. Ranunculaceae. W: Szafer W. (red.) Flora polska: Rośliny naczyniowe Polski i ziem ościennych, t. III. Kraków: Polska Akademja Umiejętności
- Paczoski J. 1928. Roślinność Puszczy Białowieskiej [La végétation de la Foret de Białowieża]. Varsovie.
- Paczoski J. 1928. Biologiczna struktura lasu. Sylwan 3: 193 – 221.
- Paczoski J. 1929. Lasy Bośni [Die Wälder Bosniens]. Lwów: Polskie Towarzystwo Leśne.
- Paczoski J. 1930. Lasy Białowieży. Monografje Naukowe 1. Warszawa: Państwowa Rada Ochrony Przyrody.
- Paczoski J. 1933. Podstawowe zagadnienia geografji roślin. Biblioteka Botaniczna, t. III. Poznań: Wydawnictwo Polskiego Towarzystwa Botanicznego.
- Paczoski J. 1935. Piętrowość lasu. Biblioteka Botaniczna, t. IV Poznań: Wydawnictwo Polskiego Towarzystwa Botanicznego.